# Hervé Henriet
Pour les articles homonymes, voir Henriet.
Hervé Henriet (né le 7 mars 1964 à Neufchâtel-en-Bray,) est un coureur cycliste français, actif dans les années 1980 et 1990.

## Biographie
Alors amateur, Hervé Henriet se distingue en remportant notamment la Route de France en 1988, le Tour de la Porte Océane en 1990 ou Paris-Rouen en 1991. Il passe ensuite professionnel en 1992 au sein de la modeste formation Eurotel-Bio-Technica-Samro. Lors du Grand Prix de Denain, il se distingue en prenant la troisième place. Il redescend toutefois chez les amateurs dès l’année suivante, après de la disparition de son équipe. 
Une fois retiré des compétitions, il devient fermier près de Neufchâtel-en-Bray. Son cousin Stéphane a également été coureur cycliste.

## Palmarès
- 1984
  - 3e du Grand Prix de Gerponville
- 1985
  - 2e de Rouen-Gisors
  - 2e du championnat de Normandie
  - 3e du Tour de Normandie
- 1986
  - Paris-Lisieux
- 1988
  - Route de France
  - 3e du Tour du Cambrésis
  - 3e du championnat de Normandie
- 1989
  - Grand Prix de Luneray
  - 2e de Paris-Tergnier
  - 3e du Circuit des Matignon
- 1990
  - Tour de la Porte Océane
  - 3e du Circuit des Remparts
- 1991
  - Paris-Rouen
- 1992
  - 3e du Grand Prix de Denain
- 1994
  - 2e du Grand Prix d'Oradour-sur-Vayres
  - 2e du championnat de Normandie
  - 2e du Trophée des Châteaux aux Milandes
  - 3e du Prix Albert-Gagnet
- 1995
  - Grand Prix Gabriel Dubois
- 1996
  - Trophée des Châteaux aux Milandes
  - 2e de Paris-Chauny
  - 2e du championnat de Normandie
  - 3e de la Ronde mayennaise
- 1997
  - 3e de Paris-Rouen